# Арима Харунобу
Арима Харунобу (яп. 有馬晴信, 1567 — 5 июня 1612) — японский государственный и политический деятель, самурай-полководец, первый даймё хана Симабара.
Владелец замка Хиноэ в провинции Хидзэн.
Харунобу родился в замке Хиноэ. После смерти отца начал репрессию христиан в своей провинции, но впоследствии от неё отказался, чтобы заручится поддержкой иезуитов против Рюдзодзи Таканобу.
В 1579 году был крещён Алессандро Валиньяно, взяв имя Протазио и Жоан во время миропомазания. После обращения в христианство, начал получать оружие от португальцев для укрепления влияния клана Арима. Харунобу основал христианскую семинарию и центр подготовки послушников, где, вдобавок к традиционной программе, студентов обучали европейской музыке, живописи и скульптуре, а также производству духовых органов и карманных часов.
В 1582 году, совместно с Отомо Сорином и Омурой Сумитадой снарядил первое японское посольство в Рим.
Участник японско-корейской войны 1592–1598 годов.